# Parathyma hierasus
Parathyma hierasus är en fjärilsart som beskrevs av Hans Fruhstorfer 1915. Parathyma hierasus ingår i släktet Parathyma och familjen praktfjärilar. Inga underarter finns listade i Catalogue of Life.